# Forchhammeria iltisii
Forchhammeria iltisii är en tvåhjärtbladig växtart som beskrevs av J.F.Morales. Forchhammeria iltisii ingår i släktet Forchhammeria och familjen Stixaceae. Inga underarter finns listade i Catalogue of Life.